# Де Уинт, Питер
Питер де Уинт, Питер де Винт (англ. Peter de Wint, 21 января 1784, Стоун, Стаффордшир — 30 января 1849, Лондон) — английский живописец-пейзажист, рисовальщик и акварелист голландского происхождения. Представитель романтизма в английской пейзажной живописи. Его произведения экспонируются в Национальной галерее и Музее Виктории и Альберта в Лондоне.

## Биография
Питер де Уинт родился в городе Стоун, Стаффордшир, в семье английского врача голландского происхождения, переехавшего в Англию из Нью-Йорка. В 1802 году Питер переехал в Лондон, где стал учеником Джона Рафаэля Смита, гравёра меццо-тинто и портретиста. В 1806 году покинул своего учителя, но с условием, что напишет для него восемнадцать картин маслом в течение следующих двух лет.
В 1806 году Питер Де Уинт впервые посетил Линкольн, где познакомился с художником Уильямом Хилтоном, на сестре которого женился в 1810 году. Брал уроки рисования у известного акварелиста Джона Варли. В 1807 году Питер Де Уинт экспонировал свои работы в Королевской академии художеств, членом которой стал два года спустя. В 1808 году показал свои работы в Галерее ассоциации художников-акварелистов (Gallery of Associated Artists in Watercolours). С 1812 года был членом Королевского общества акварелистов (Society of Painters in Watercolours), ранее вступил также в ряд других художественных объединений.
Жизнь Де Уинта была полностью посвящена искусству; он считается одним из ведущих английских акварелистов. Он часто бывал в родном городе своей жены Линкольне, и многие из его панорамных пейзажей и сцен сельской жизни происходят в Линкольншире. В 1828 году он побывал в Нормандии, путешествовал по Уэльсу.
Художник скончался в Лондоне. Похоронен в семейной гробнице в Савойской капелле (разрушена пожаром 7 июля 1864 года). Капелла была восстановлена в 1866 году. В соборе Линкольна находится кенотаф, установленный Хэрриет Де Уинт (1791—1866) в память о двух художниках — Де Уинт, её муже, и Хилтоне, её брате.

## Галерея

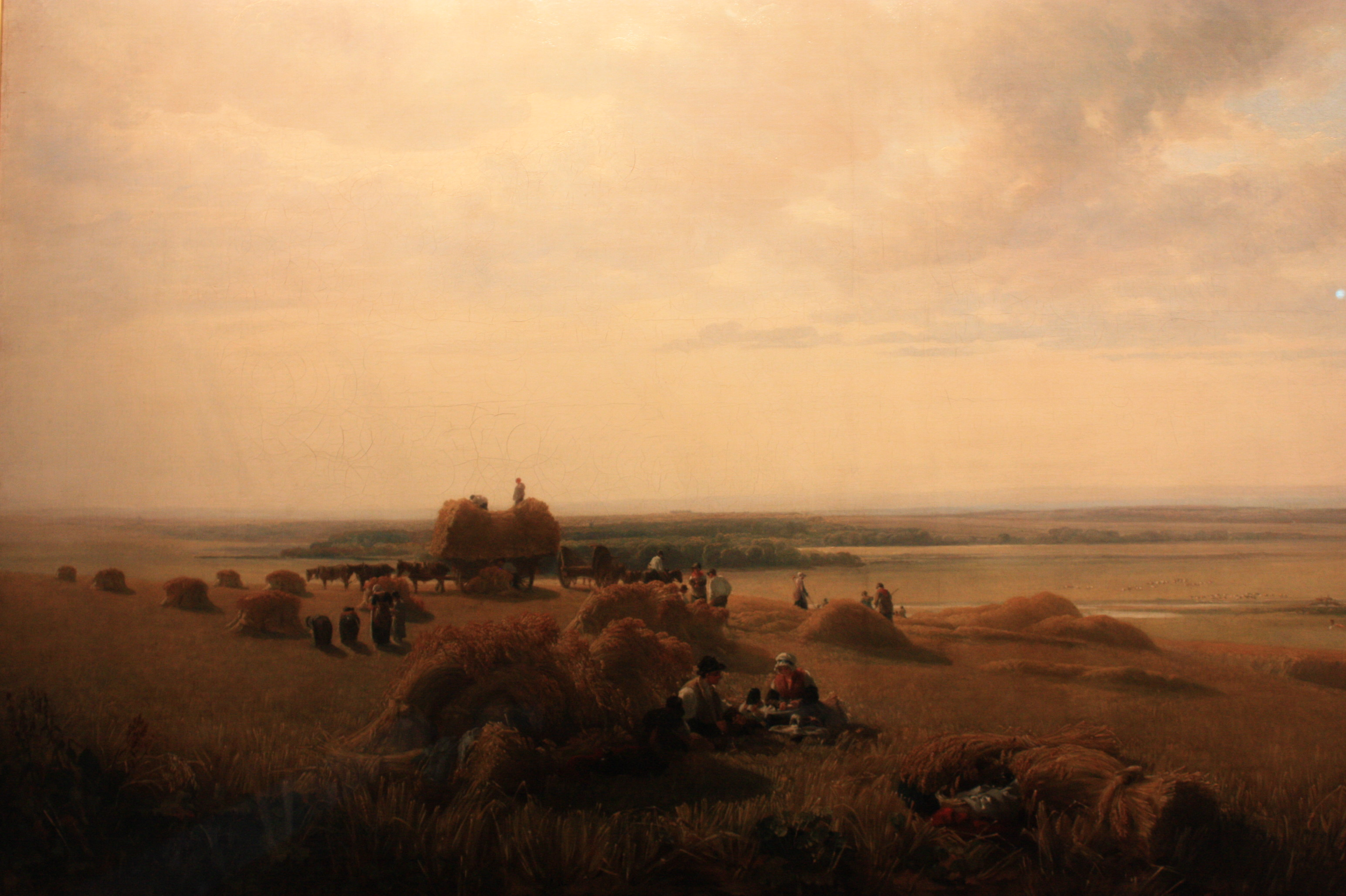
Сенокос. 1815. Холст, масло. Музей Виктории и Альберта, Лондон
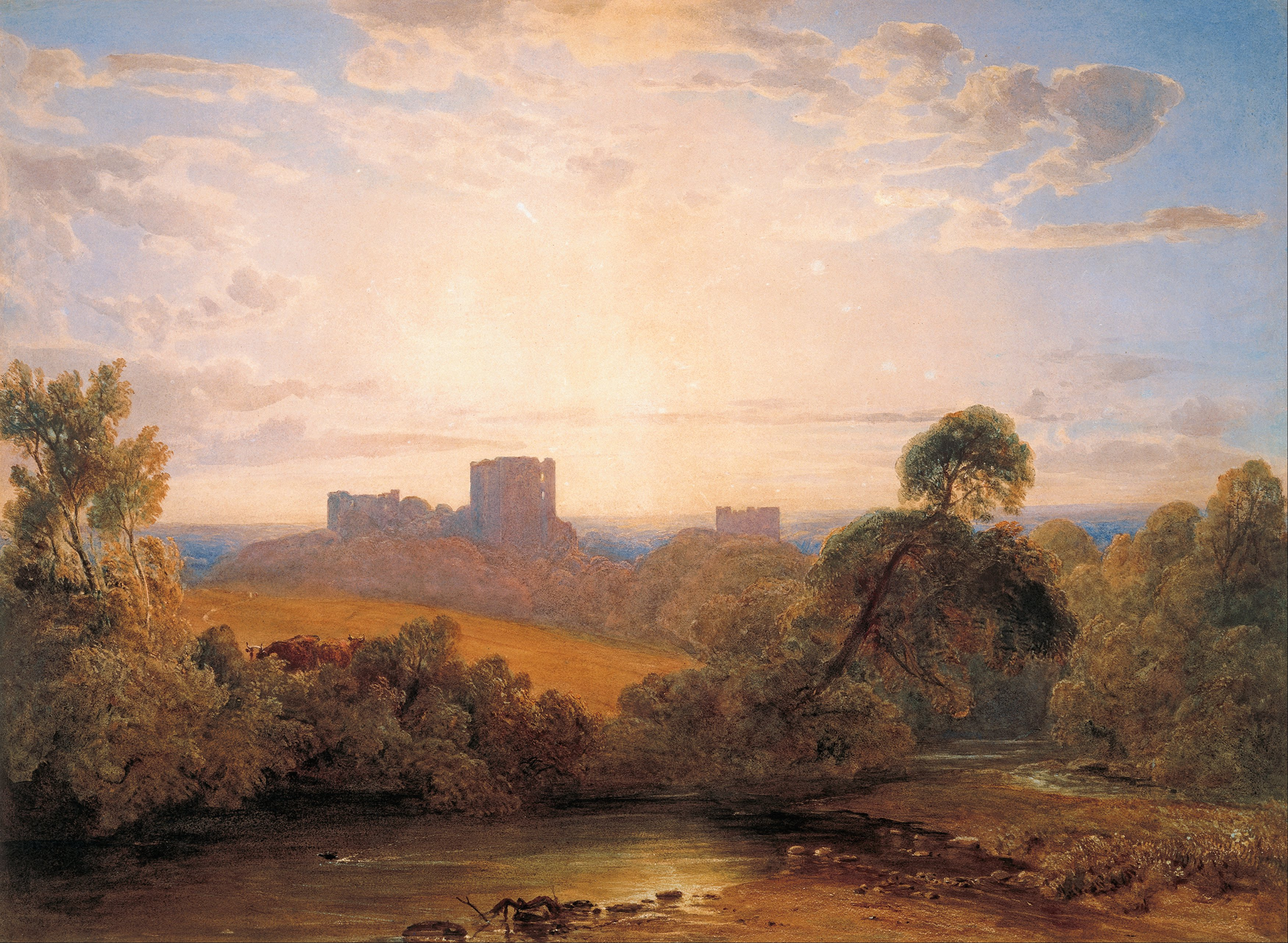
Кенилуорт Кэстл. Ок. 1827 г. Акварель. Художественная галерея Южной Австралии
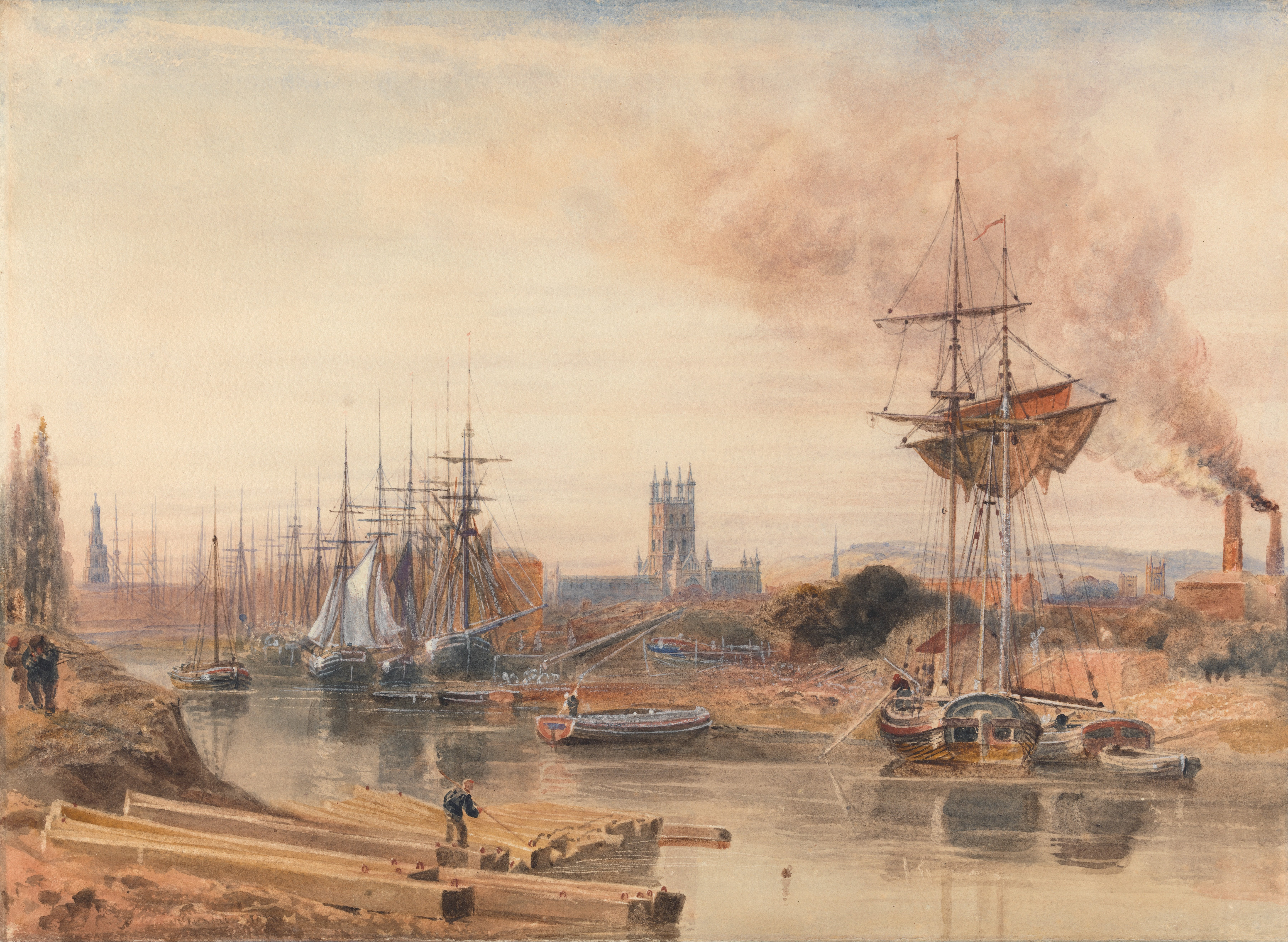
Глучестер. Акварель, гуашь. Йельский центр британского искусства, Нью-Хейвен
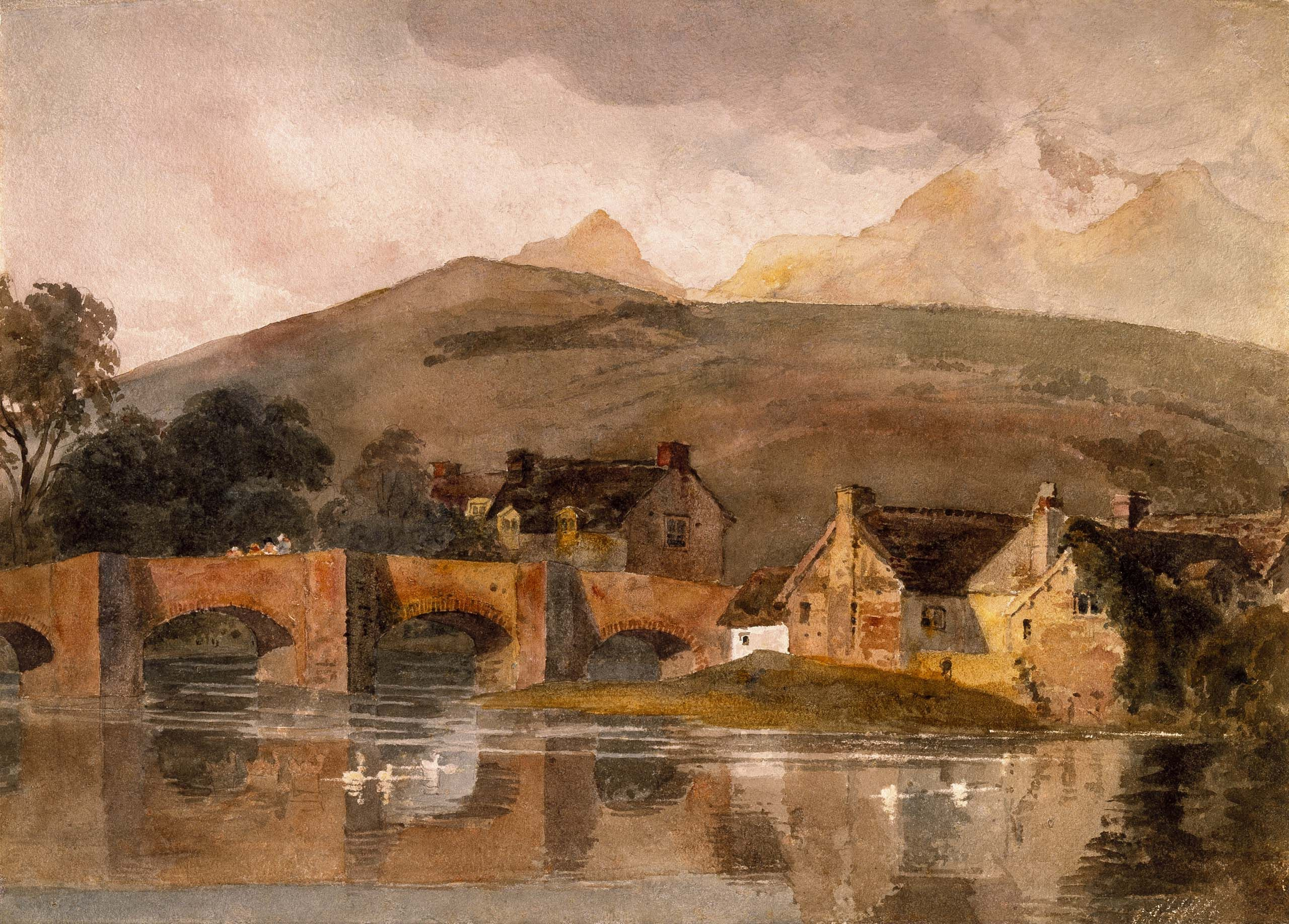
Деревня у реки. Ок. 1824. Акварель. Собрание Бергера, Денвер, Колорадо
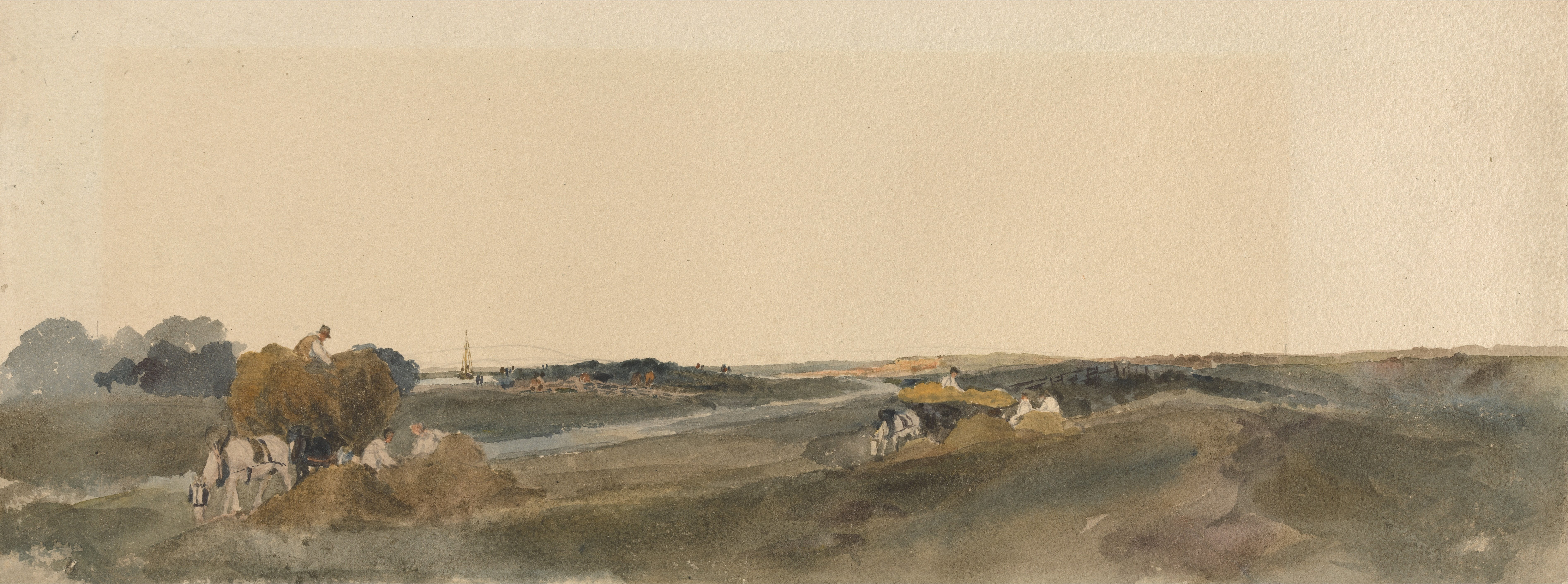
Уборка стогов в окрестностях Линкольншира. Ок. 1820 г. Акварель.  Йельский центр британского искусства, Нью-Хейвен
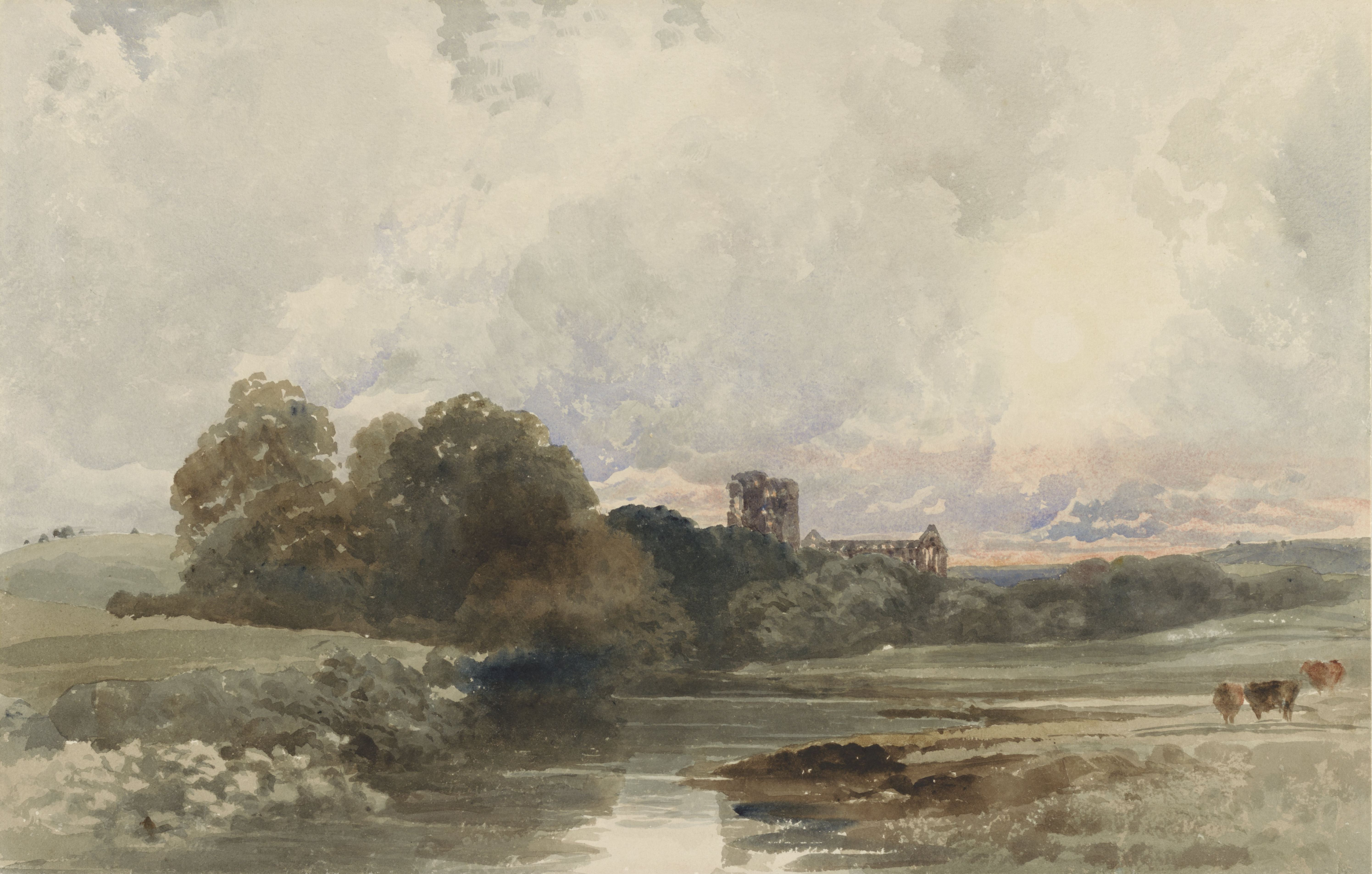
Руины аббатства Кёркстелл в Йоркшире. Ок. 1824 г. Рейксмюсеум, Амстердам